# Kirchheimer Dreieck
Das Kirchheimer Dreieck ist ein Autobahndreieck bei Bad Hersfeld in Hessen. Hier zweigt die Bundesautobahn 4 (Aachen – Eisenach – Görlitz) von der A 7 (Ellund – Hamburg – Kassel – Füssen) ab. Nur rund 4 km südlich des Kirchheimer Dreiecks zweigt am Hattenbacher Dreieck die A 5 (Frankfurt am Main – Basel) von der A 7 ab.

## Geographie
Das Autobahndreieck liegt auf dem Gebiet der Gemeinde Kirchheim. Die umliegenden Gemeinden sind Niederaula und Bad Hersfeld. Es befindet sich etwa 55 km südlich von Kassel, ca. 100 km westlich von Erfurt und etwa 35 km nördlich von Fulda.
Die beiden benachbarten Autobahndreiecke in der Mitte von Deutschland wurden ab 1989 durch die West-Ost-Verbindung der A 4 international bedeutend: hier treffen sich seitdem die Autobahnen der Relationen Hamburg–Frankfurt, Hamburg–München, Frankfurt–Berlin und Frankfurt–Dresden.
Das Autobahndreieck trägt auf der A 4 die Nummer 31, auf der A 7 die Nummer 86.

## Geschichte

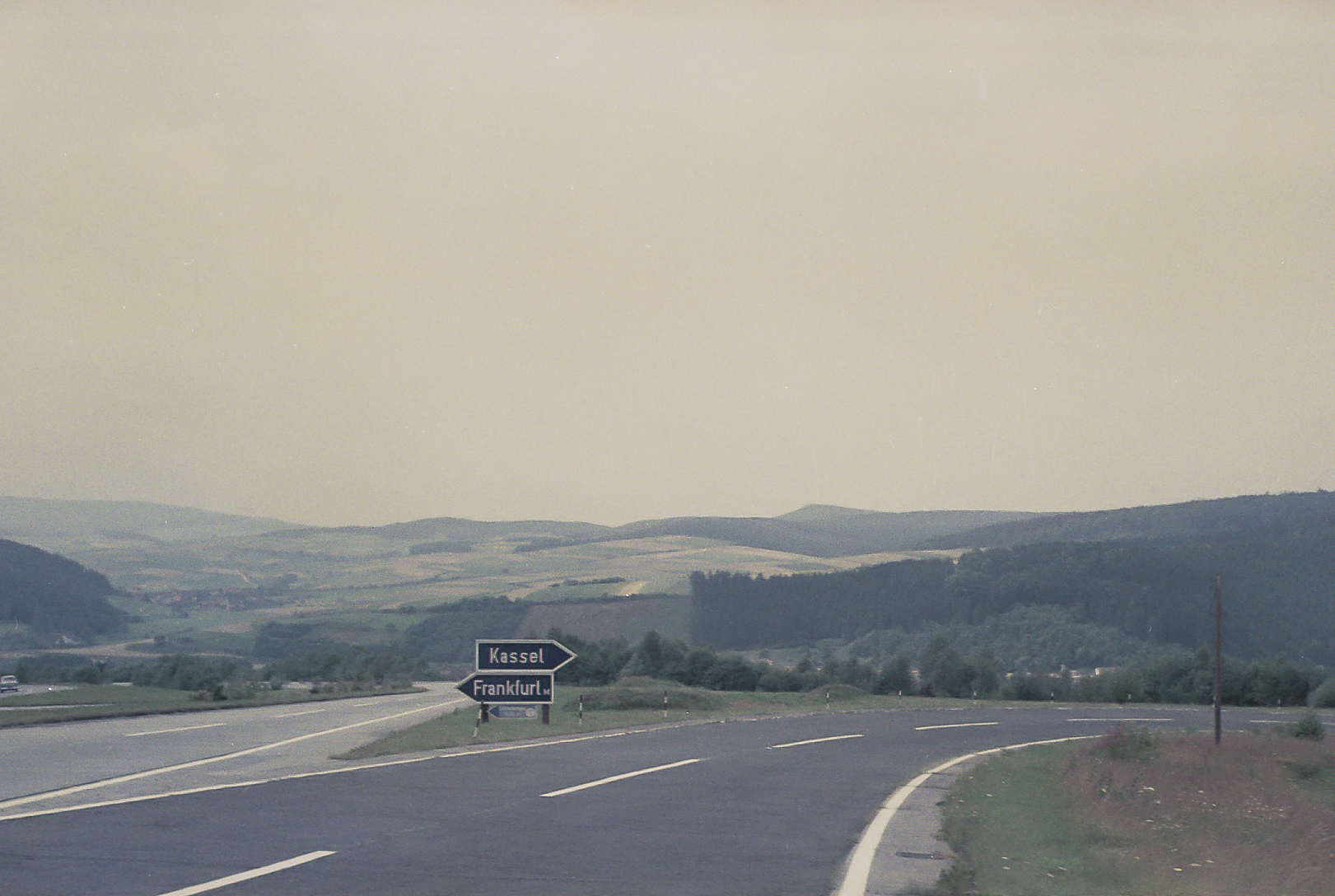
Das Kirchheimer Dreieck von Osten Ende der 1950er Jahre

Das Autobahndreieck wurde bis 1940 erbaut. Die Auf- und Abfahrten von der A 7 auf die A 4 waren nur einstreifig, dies führte nach der deutschen Wiedervereinigung in beiden Richtungen oft zu erheblichen Rückstaus. Zwischen 2005 und 2009 wurde das Autobahndreieck ausgebaut. Hierzu wurde insbesondere die stauanfällige Relation Erfurt–Frankfurt leistungsfähiger gestaltet. Dazu wurde die Brücke der A 4, die über die A 7 führt, am Wochenende ab dem 2. November 2007 abgerissen und anschließend eine neue Überführung errichtet. In einer weiteren Ausbaustufe soll der Verflechtungsbereich mit der Anschlussstelle Kirchheim aufgelöst werden, und außerdem (ähnlich dem Hattenbacher Dreieck) PKW- und LKW-Verkehr getrennt voneinander in die A7 eingefädelt werden. Der Baustart für diesen Abschnitt war am 7. Dezember 2015, er sollte Ende 2023 abgeschlossen sein.

## Ausbauzustand
Die A 4 ist in diesem Bereich aufgrund überlanger Zusatzfahrstreifen in den Steigungsstrecken auf sechs Fahrstreifen befahrbar. Die A 7 ist ebenfalls sechsstreifig ausgebaut, wobei ab dem Dreieck in Fahrtrichtung Süden zusätzlich der Standstreifen zu einem vierten Fahrstreifen ummarkiert wurde. Die Überleitungen der Relation Erfurt-Kassel sind einstreifig, die der Relation Erfurt-Frankfurt zweistreifig ausgeführt.
Das Dreieck ist in Trompetenform angelegt.

## Besonderheiten

Wappen von Kirchheim

Die Gemeinde Kirchheim und der Landkreis Hersfeld-Rotenburg wurden nicht zuletzt wegen dieses Verkehrsknotenpunktes zu einem Schwerpunkt für Logistikfirmen. Am Kirchheimer Dreieck befinden sich eine Autobahnraststätte, mehrere Autohöfe, eine Autobahnmeisterei und umfangreiche autobahnbezogene Infrastruktur. Die Autobahn ist für die Gemeinde Kirchheim von derart großer Bedeutung, dass sie stilisiert in das Ortswappen aufgenommen wurde.

## Verkehrsaufkommen
Das Kirchheimer Dreieck ist ein zentraler Verkehrsknoten im deutschen Autobahnnetz. Mit etwa 100.000 Fahrzeugen pro Tag ist es einer der am meisten frequentierten Knotenpunkte in Deutschland außerhalb von Ballungsräumen.
| Von                        | Nach                  | Durchschnittliche tägliche Verkehrsstärke | Durchschnittliche tägliche Verkehrsstärke | Durchschnittliche tägliche Verkehrsstärke | Anteil Schwerlastverkehr | Anteil Schwerlastverkehr | Anteil Schwerlastverkehr |
| Von                        | Nach                  | 2005                                      | 2010                                      | 2015                                      | 2005                     | 2010                     | 2015                     |
| -------------------------- | --------------------- | ----------------------------------------- | ----------------------------------------- | ----------------------------------------- | ------------------------ | ------------------------ | ------------------------ |
| Kirchheimer Dreieck        | AS Bad Hersfeld (A 4) | 041.900                                   | 36.700                                    | 39.300                                    | 16,2 %                   | 21,2 %                   | 21,9 %                   |
| AS Bad Hersfeld-West (A 7) | Kirchheimer Dreieck   | 063.100                                   | 62.300                                    | 65.800                                    | 17,4 %                   | 20,2 %                   | 20,8 %                   |
| Kirchheimer Dreieck        | AS Kirchheim (A 7)    | 107.000                                   | 87.100                                    | 94.300                                    | 30,8 %                   | 21,1 %                   | 21,2 %                   |